# Formel Regional

Grundlogo der einzelnen Formel-Regional-Rennserien

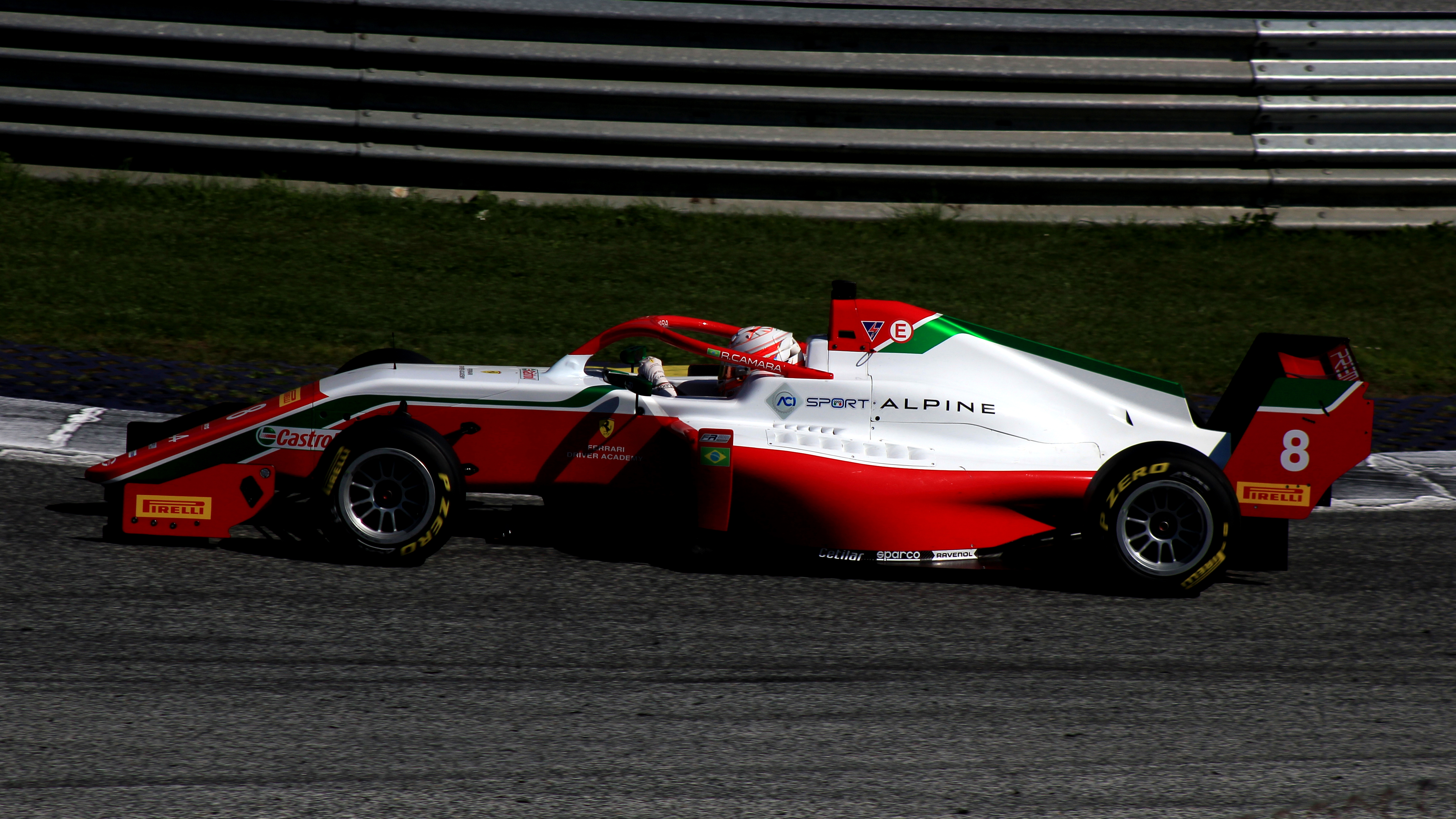
Ein Formel-Regional-homologiertes Chassis von Tatuus

Die Formel Regional ist eine Motorsport-Rennklasse, die im Zuge der Neustrukturierung der Formel-Rennklassen 2018 zwischen der internationalen Formel 3 sowie der länderspezifischen Formel 4 angesiedelt ist (kontinentale Meisterschaften). Diese Rennserien gelten als Sprungbrett für jüngere Fahrer, um außerhalb des eigenen (Heimat-)Landes erste professionelle Meisterschaftsrennen zu fahren (FIA Global Pathway). In einigen Formel-3-Meisterschaften können Fahrer Punkte für ihre Superlizenz sammeln.

## Reglement
| Technische Basisdaten (Tatuus F3 T-318) | Technische Basisdaten (Tatuus F3 T-318) |
| --------------------------------------- | --------------------------------------- |
| Gesamtbreite                            | 1.850 mm                                |
| Gesamtlänge                             | 4.850 mm                                |
| Gesamthöhe                              | 2.950 mm                                |
| Radstand                                | 2.900 mm                                |
| Breite vor den Vorderrädern             | 1.350 mm                                |
| Breite des Heckflügels                  | 1.000 mm                                |
| Spurweite (vorne)                       | 1.510 mm                                |
| Spurweite (hinten)                      | 1.460 mm                                |
| Gewicht                                 | 1.665 kg (inkl. Fahrer)                 |
| Technische Basisdaten (Alpine MR18DDT)  |                                         |
| Motor                                   | Viertakt-Ottomotor mit Turbolader       |
| Leistung                                | 199 kW (270 PS)                         |
| Hubraum                                 | 1.797 cm³                               |
| Bohrung × Hub                           | 79,7 × 90,1 mm                          |
| Verdichtung                             | 9,0 : 1                                 |
| Höchstdrehzahl                          | 6.000/min                               |
| Maximales Drehmoment                    | 420 Nm bei 3.600/min                    |
| Maximalgewicht                          | 150 kg                                  |

### Chassis
In FIA-zertifizierten Formel-Regional-Meisterschaften dürfen nur von der FIA homologierte Chassis eingesetzt werden. Die Chassis sind Wabenkernsandwich-Monocoques aus CFK und haben eine Reihe von neuen Sicherheitsmerkmalen, darunter das Halo-System, extrahierbarer Rennsitz und einen verbesserten Seitenaufprallschutz. Als Aufhängung werden vorne sowie hinten Doppelquerlenkerachsen mit innenliegenden Federn und starren Stoßdämpfern, betätigt über Schubstangen (Pushrods), verwendet. 
Mit Januar 2024 gibt es folgende zugelassenen Chassis:
- Dome: F111/3
- Ligier: JS F3
- Mygale: F3 Regional
- Tatuus: FR-19
- Tatuus: FT-60
- Tatuus: F3 T-318

Diese Chassis dürfen bis Ende Dezember 2029 weiterverwendet werden. Es steht den jeweiligen Meisterschaften frei, eines dieser Chassis zu verwenden.

### Motor und Getriebe
Jeder Motor muss, wie das Chassis, homologiert werden. Aktuell darf ein aufgeladener Viertakt-Ottomotor mit 270 PS eingesetzt werden. Als Getriebe wird ein sequenzielles Sechsgangschaltgetriebe mit Schaltwippen am Lenkrad verwendet. 
Mit Januar 2024 gibt es folgende zugelassene Motoren:
- Alfa Romeo: 2,0-Liter Pratola-Serra-1750-TBi-Turbomotor
- Honda: 2,0-Liter K20C1-Turbomotor[4]
- Alpine: 1,8-Liter MR18DDT-Turbomotor
- Toyota: 2,0-Liter 8AR-FTS-Turbomotor

Diese Motoren dürfen bis Ende Dezember 2029 weiterverwendet werden. Es steht den jeweiligen Meisterschaften frei, eines dieser Motoren zu verwenden.

## Formel-Regional-Meisterschaften
| Name                                                       | offizieller Name                                        | Nationen                                                                 | Erste Saison | Letzte Saison |
| ---------------------------------------------------------- | ------------------------------------------------------- | ------------------------------------------------------------------------ | ------------ | ------------- |
| Formula Regional Americas Championship                     | Formula Regional Americas Championship powered by Honda | Vereinigte Staaten Kanada Mexiko                                         | 2018         | -             |
| Formula Regional Asian Championship                        | Formula Regional Asian Championship                     | Volksrepublik China Japan Malaysia Thailand Vereinigte Arabische Emirate | 2018         | 2023          |
| Formula Regional European Championship                     | Formula Regional European Championship by Alpine        | Europa                                                                   | 2019         | -             |
| Formula Regional Indian Championship                       | Formula Regional Indian Championship                    | Indien                                                                   | 2022         | 2022          |
| Formula Regional Japanese Championship                     | Formula Regional Japanese Championship                  | Japan                                                                    | 2020         | -             |
| Formula Regional Middle East Championship                  | Formula Regional Middle East Championship               | Vereinigte Arabische Emirate                                             | 2023         | -             |
| Formula Regional Oceania Championship Toyota Racing Series | Castrol Toyota Formula Regional Oceania Championship    | Neuseeland                                                               | 2023 2005    | - 2022        |
| Eurocup-3                                                  | Eurocup-3                                               | Europa                                                                   | 2023         | -             |
| Formel Renault AsiaCup                                     | Formel Renault AsiaCup by Alpine                        | Volksrepublik China                                                      | 2021         | 2021          |
| Ultimate Cup Series                                        | Ultimate Cup Series                                     | Frankreich                                                               | 2020         | -             |
| W Series                                                   | W Series                                                | weltweit                                                                 | 2019         | 2022          |